# Streaming

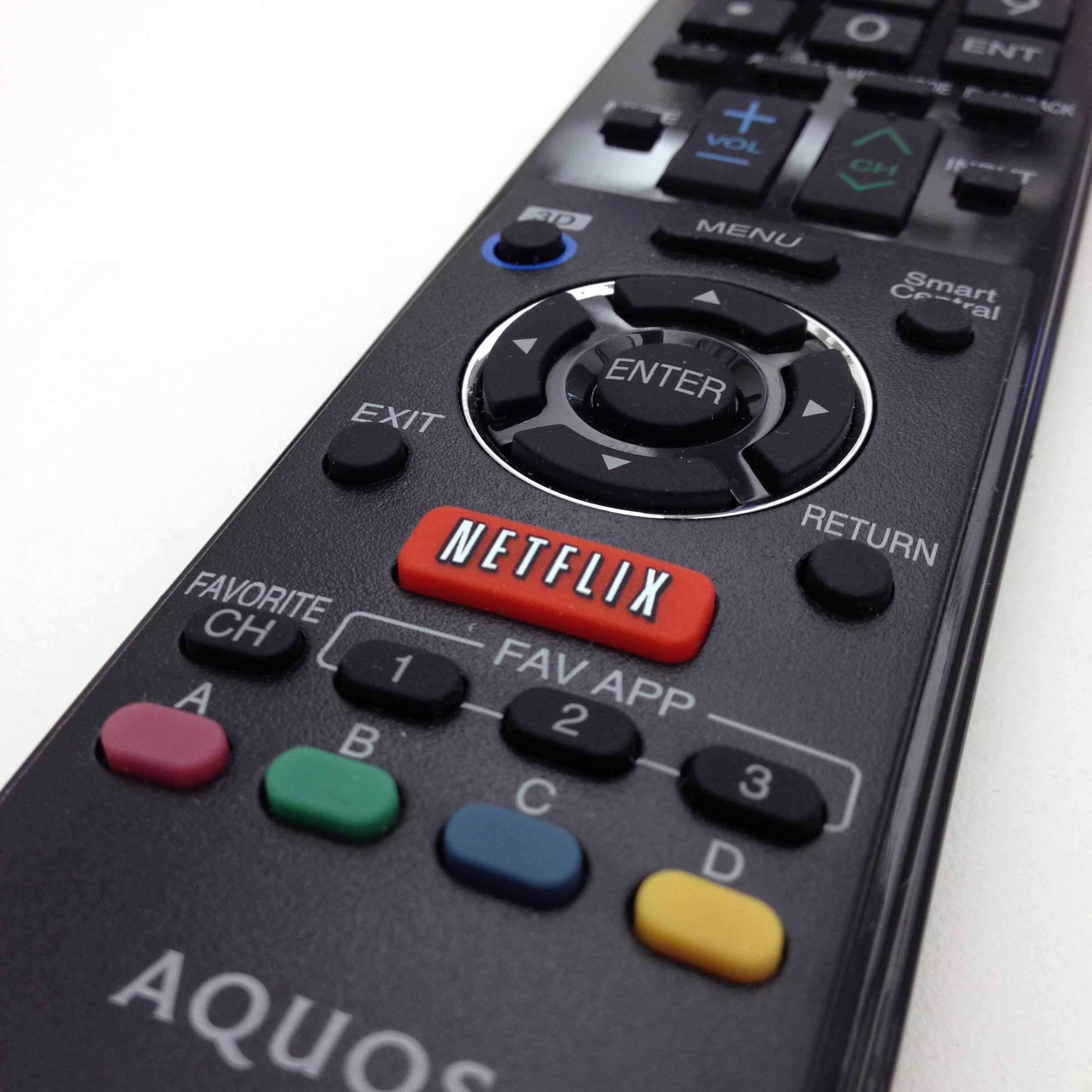
Un control remoto Sharp Aquos, con un botón de Netflix.

El streaming (AFI: [(e)sˈtɾimiŋ]) es la distribución digital de contenido multimedia a través de una red de computadoras, de manera que el usuario utiliza el producto a la vez que se descarga. Consiste de una corriente continua de audio o video que fluye sin interrupción.
Este tipo de tecnología funciona mediante un búfer de datos que va almacenando el flujo de descarga en la estación del usuario para mostrarle de inmediato el material descargado. Esto se contrapone al mecanismo de descarga de archivos, que requiere que el usuario descargue los archivos por completo para poder acceder al contenido.
El streaming requiere de una conexión por lo menos de igual ancho de banda que la tasa de transmisión del servicio. Se popularizó a fines de la década de 2000, cuando la contratación del ancho de banda suficiente para utilizar estos servicios en el hogar se hizo lo suficientemente barata. Suele ser en diferido o de contenido previamente grabado, como una película de algún servicio de vídeo bajo demanda. También se puede realizar en directo, que sería la difusión de contenido en tiempo real a través de internet de algún evento según ocurre, como por ejemplo un concierto o la señal de una cadena de televisión. Requiere de una fuente de grabación de vídeo y audio, un codificador del contenido, un editor y una red de distribución de contenido para entregar el streaming a los espectadores.

## Término
El anglicismo streaming se puede traducir de diferentes formas al español. Algunas de estas alternativas son «transmisión de vídeo», «transmisión en directo» (recomendada por la Fundéu), «retransmisión» o «emisión en continuo» (recomendada por la Unión Europea a través de su Centro de Traducción), «transmisión por secuencias», «lectura en continuo», «difusión en continuo» o «descarga continua». Aun así, el anglicismo vendría ser el que cuenta con más uso entre hispanohablantes.

## Antecedentes
La historia del streaming en el sentido más general se remonta a la década de 1920 con el sistema Muzak, del inventor estadounidense George Owen Squier, Ph. D., mayor general. En sus orígenes, Muzak era un sistema de transmisión y distribución de señales a través de las líneas eléctricas; la intención de Squier era utilizarlo para difundir música, pero la infraestructura eléctrica de la época y el hecho de que la radio comercial había iniciado por esa época lo disuadieron de continuar con su proyecto.
Sin embargo, el streaming como se conoce en el siglo XXI apareció en la década de 1990. El descubrimiento masivo de esta tecnología por parte del público sucedió el 18 de noviembre de 1994, gracias al grupo británico The Rolling Stones, quienes en esa fecha transmitieron en directo y de forma gratuita 20 minutos de su concierto en el Estadio Cotton Bowl, en Dallas, como parte de la promoción pay-per-view que tendrían por la cadena prémium Showtime. Previamente, el 24 de junio de 1993, Severe Tire Damage, un grupo musical estadounidense, había hecho algo similar al compartir en vivo 90 minutos de su concierto celebrado en Palo Alto. Ambas transmisiones fueron posibles gracias al servicio Multicast Bone o MBone, una red de internet de alta velocidad utilizada para transmitir conferencias académicas desde 1992.
La primera tecnología de streaming por internet apareció en abril de 1995, con la publicación del formato RealAudio 1.0.[cita requerida]

## El nuevo usuario digital
El usuario genera una interacción más cercana y sencilla con la información a través de múltiples dispositivos electrónicos (teléfono inteligente, tableta, PC), los cuales están conectados a Internet de manera constante gracias al desarrollo de las tecnologías de la comunicación. De este modo un usuario ya no se limita a solo hacer uso de los datos, sino que puede acceder a ellos en cualquier momento y lugar. 
(...) El nuevo usuario digital ha experimentado de igual forma una evolución hasta llegar al estado always on que se considera que es en la actualidad, una de las propiedades más sobresalientes del consumo de lo audiovisual en red (...)
El acceso de los usuarios a contenidos a través de métodos como el streaming está causando un importante cambio en las formas de crear, distribuir y consumir, debido a su fácil difusión por las plataformas en línea que existen en la actualidad.
Esta dinámica en el mercado audiovisual ha provocado que los llamados servicios OTT en cualquier parte (aquellos que dan la posibilidad de ver productos populares en computadoras, tabletas, videoconsolas, televisores conectados y otros dispositivos) se hayan convertido en una prioridad estratégica para las empresas de entretenimiento o cadenas de televisión abierta o de pago.
Uno estudio publicado en 2019 en la revista científica Comunicar sobre el consumo de audio digital, explica que el uso del smartphone como dispositivo de consumo de audio ha supuesto una disminución de la escucha de radio, porque el audio está integrado con el video en los servicios de streaming. Esto presupone un cambio radical en la forma de escuchar música, ya que se prefiere acompañar la escucha con la vista como nueva forma de entretenimiento.

## Usos

### Radio por Internet
La ventaja para la emisora de radio por internet es que puede llegar a un gran público objetivo que, por diversos motivos (como el alcance territorial limitado de la señal radiofónica), desconocían una emisora de otro lugar. Cabe aclarar que no solo las emisoras de radio AM y FM retransmiten por Internet, ya que en los últimos años están creciendo exponencialmente las radios que transmiten exclusivamente por Internet.

### Televisión por Internet
Desde finales de los 90, los intentos de crear una televisión por Internet habían fracasado, por el considerable ancho de banda requerido por la señal de vídeo; sin embargo, resurge el interés en este tipo de comunicación pública con el gran éxito de YouTube y la expansión del ADSL.

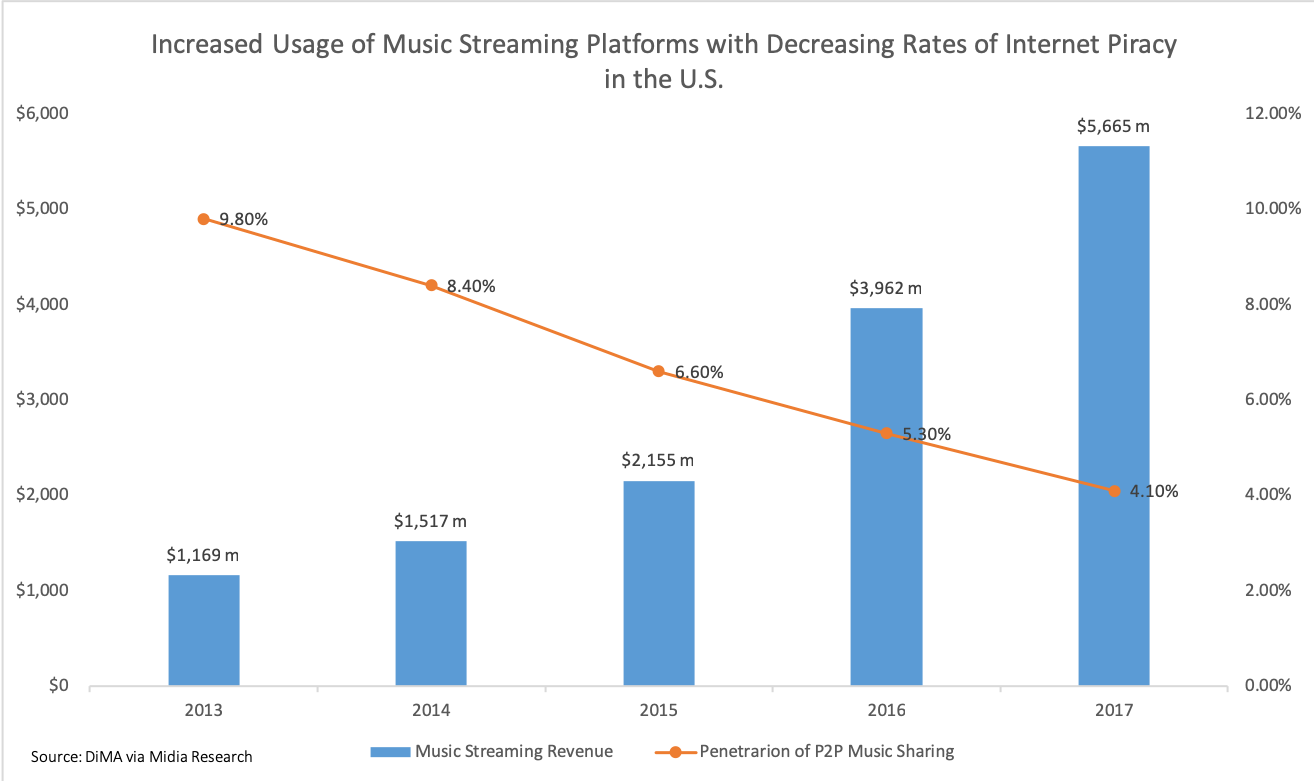
A medida que las plataformas streaming de música se han vuelto más frecuentes en los EE. UU., Las tasas de piratería de música han disminuido. Estos datos se obtuvieron del informe anual de la Digital Media Association (DiMA) de marzo de 2018.

### Plataformasstreamingde música
Aunque la transmisión de música ya no es un bien público que se puede reproducir libremente, las plataformas streaming como Spotify, YouTube Music, Deezer, Apple Music, SoundCloud y Amazon Music han cambiado la transmisión de música a un producto de club. Si bien algunas plataformas, sobre todo Spotify, brindan a los clientes acceso a un servicio freemium que permite el uso de funciones limitadas para la exposición a anuncios, la mayoría de las empresas operan con un modelo de suscripción prémium. En tales circunstancias, la transmisión de música es financieramente excluible, lo que requiere que los clientes paguen una tarifa mensual para acceder a una biblioteca de música, pero no rival, ya que el uso de un cliente no perjudica el de otro.
Las plataformas streaming de música han crecido rápidamente en popularidad en los últimos años. Spotify tiene más de 207 millones de usuarios, al 1 de enero de 2019, en 78 países diferentes, Apple Music tiene alrededor de 60 millones y SoundCloud tiene 175 millones. Todas las plataformas ofrecen distintos grados de accesibilidad. Apple Music y Prime Music solo ofrecen sus servicios para suscriptores pagos, mientras que Spotify y SoundCloud ofrecen servicios prémium y freemium. Napster, propiedad de Rhapsody desde 2011, ha resurgido como una plataforma streaming de música que ofrece servicios basados en suscripción a más de 4,5 millones de usuarios a partir de enero de 2017. A medida que los proveedores streaming de música han proliferado y la competencia ha reducido el precio de las suscripciones, las tasas de piratería de música también han disminuido (consulte el cuadro de la derecha).

### Plataformasstreamingde video
Un proveedor de servicios streaming es un servicio por suscripción que ofrece streaming de películas y programas de televisión. La mayoría de estos servicios son propiedad de un importante estudio cinematográfico. Los servicios de streaming comenzaron como un complemento de las ofertas de Blu-ray, que son complementos de los programas vistos.
El usuario final del cliente puede usar su reproductor multimedia, computadora, teléfono móvil y televisor inteligente para comenzar a reproducir contenido de video digital antes de que se haya transmitido todo el archivo. Los usuarios necesitarán una conexión a Internet para transmitir o descargar contenido de video. Es posible que los usuarios que no tengan sistemas de software o hardware compatibles no puedan transmitir o descargar cierto contenido.
Algunos servicios de streaming populares incluyen Twitch, Crunchyroll, Disney+, Star+, Apple TV+, Max, Netflix, Prime Video, DirecTV Go, Paramount+ y otros sitios que transmiten películas y programas de televisión. El término "guerras de streaming" se acuñó para discutir la nueva era de competencia entre servicios streaming de video.

## Componentes
Para poder proporcionar un acceso claro, convincente, continuo y sin interrupciones ni cambios, el streaming se apoya en las siguientes tecnologías.

### Códec, secuencia de bits, transporte y control
Los enlaces de streaming de audio desde la estación suelen ser http://, pnm://, asx, pls, m3u, m3u8, etcétera.

#### Códecs
Un códec es un conjunto de algoritmos que permiten comprimir (codificar) y descomprimir (decodificar) archivos multimedia para facilitar su transmisión y almacenamiento. Por ejemplo, para audio se emplean códecs como MP3, Vorbis y AAC, mientras que para vídeo son comunes H.264, VP8 y el más reciente H.265 integrado en cámaras modernas.
| Códec  | Tipo  | Uso común              | Características destacadas                       |
| ------ | ----- | ---------------------- | ------------------------------------------------ |
| MP3    | Audio | Música y podcasts      | Alta compatibilidad, pérdida moderada de calidad |
| Vorbis | Audio | Streaming libre        | Código abierto, buena calidad a bajas tasas      |
| AAC    | Audio | Streaming y multimedia | Mejor compresión que MP3, ampliamente usado      |
| H.264  | Vídeo | Streaming, cámaras     | Alta calidad y eficiencia, muy difundido         |
| VP8    | Vídeo | Streaming web          | Código abierto, usado en WebM                    |
| H.265  | Vídeo | Streaming avanzado     | Mejor compresión que H.264, ideal para 4K y 8K   |

#### Secuencia de bits
Las emisiones de audio y vídeo en códecs se ensamblan en un contenedor de secuencia de bits como FLV, WebM, ASF, AVI o ISMA.

#### Transporte
La información se distribuye desde un servidor de streaming a un cliente utilizando un protocolo de transporte, como MMS o RTP.

#### Control
El cliente de streaming puede interactuar con el servidor de streaming utilizando un protocolo de control, como MMS o RTSP.

### Protocolos ligeros
UDP y RTSP, los protocolos empleados por algunas tecnologías de streaming, hacen que las entregas de paquetes de datos desde el servidor a quien reproduce el archivo se hagan con una velocidad mucho mayor que la que se obtiene por TCP y HTTP. Esta eficiencia es alcanzada por una modalidad que favorece el flujo continuo de paquetes de datos. Cuando TCP y HTTP sufren un error de transmisión, siguen intentando transmitir los paquetes de datos perdidos hasta conseguir una confirmación de que la información llegó en su totalidad. Sin embargo, UDP continúa mandando los datos sin tomar en cuenta interrupciones, ya que en una aplicación multimedia estas pérdidas son casi imperceptibles. Aunque UDP no haga un control de transmisión, la aplicación que use este protocolo para el streaming tendrá que ser la encargada de realizarlo para tomar decisiones sobre qué hacer ante un posible extravío de información.

### Precarga
La entrega de datos desde el servidor a quien ve el contenido puede estar sujeta a demoras conocidas como retardo, un fenómeno que se produce cuando los datos escasean debido a interrupciones en la conexión o sobrecarga en el ancho de banda, o bien, debido a la tasa de bits que es configurado desde la codificación de la señal; por tanto, los reproductores multimedia realizan una precarga o almacenan en un búfer, una cola de información en la que se guardan los datos que se van recibiendo para así disponer de una reserva de datos y evitar que la reproducción se detenga. Es similar a lo que ocurre en un reproductor de CD portátil, que evita los saltos bruscos y los silencios ocasionados por interrupciones en la lectura debido a vibraciones o traqueteos, almacenando los datos antes de que el usuario tenga acceso a ellos.

### Red de acceso de contenido
Si un determinado contenido comienza a atraer una cantidad de usuarios mayor que su capacidad de ancho de banda, estos usuarios sufrirán cortes o retardos. Finalmente, se llega a un punto en que la calidad del streaming es pésima. Ofreciendo soluciones, surgen empresas y organizaciones que se encargan de proveer ancho de banda exclusivamente para streaming, y de apoyar y desarrollar estos servicios.

## Por países

### España
Más de la mitad de la población española paga por algún servicio de streaming. La piratería en España tuvo una caída de trece puntos gracias a las plataformas digitales, según la encuesta cuatrienal de hábitos y prácticas culturales (2018-2019) realizada por el Ministerio de Cultura de España, sondeo realizado sobre una muestra de 16 000 personas de más de 14 años y bajo un margen de error del 0.8 %.
Según la encuesta, los usuarios que realizaban descargas ilegales de música descendieron del 18.3% al 5.1 %, y las descargas de vídeos ilegales pasaron del 16.1 % al 3.7 %. El 48.5 % de los españoles que suelen escuchar música lo hacen a través del dispositivo móvil cuando en 2015 era de algo más del 30 %.
El 52.2 % de la población española está suscrita a alguna plataforma en sus hogares, gracias al fácil acceso a las plataformas de streaming, y los precios razonablemente económicos de éstas.
| Plataformas          | %    |
| -------------------- | ---- |
| Películas y series   | 38.9 |
| Canales de TV        | 28.8 |
| Contenidos musicales | 26.8 |
| Libros               | 3.4  |
| Videojuegos          | 4.1  |
| Total                | 52.2 |

### México
Es uno de los países que en los últimos años ha aumentado en el consumo de streaming.
Empezando con “La Encuesta Nacional de Consumo de Contenidos Audiovisuales”, realizada en 2019 por el Instituto Federal de Telecomunicaciones (IFT), el 72 % de los entrevistados declararon usar internet. Aunque también, el 95 % reportan tener televisor en casa, siendo el 55 % de estos los que cuentan solo con televisión abierta como medio de entretenimiento, indicando así que antes de la pandemia la televisión mexicana seguía siendo una fuerte propuesta de entretenimiento para los mexicanos, pero al mismo tiempo ya estaba perdiendo fuerza y las personas vieron en el auge del internet una ventana alterna al contenido de siempre transmite la televisión abierta.
Dentro del mismo estudio, el 51 % de las personas (8750 encuestadas) acostumbran a ver contenidos por internet, viendo, en promedio, 3.2 horas diarias de lunes a viernes y 3.0 horas diarias durante los fines de semana.
De 4297 personas que consumen contenidos por internet:
| Porcentaje | Tipo de contenido                                                                        |
| 38         | Ven contenidos en páginas o apps con suscripción periódica                               |
| 5          | Ven contenidos en páginas o apps con pago de cuota por cada película, contenido o evento |
| 84         | Ven contenidos en páginas o apps que no requieren de un pago                             |

Las plataformas favoritas para ver contenidos en internet (4297) (1.9 respuestas por persona) son:
| Plataforma                                  | Porcentaje |
| YouTube                                     | 80         |
| Netflix                                     | 35         |
| Facebook                                    | 30         |
| YouTube Premium (anteriormente YouTube Red) | 6          |
| Claro Video                                 | 4          |
| Disney+                                     | 4          |

De las cuales se dividen en:
- Plataformas que requieren del pago de una suscripción (Base de 1569) (Promedio: 1.4 respuestas por persona):

| Plataforma         | Porcentaje | Horas de consumo por semana |
| Netflix            | 93         | 7.9                         |
| Claro Video        | 11         | 4.6                         |
| Disney+            | 9          | 10.8                        |
| Amazon Prime Video | 8          | 6.4                         |
| Blim               | 5          | 4.9                         |

- Plataformas que no requieren pago (Base de 3605 personas):

| Plataforma   | Porcentaje | Horas por semana |
| YouTube      | 90         | 8.6              |
| Facebook     | 51         | 10.4             |
| Televisa     | 8          | 6.7              |
| TV Azteca    | 7          | 5.7              |
| Youtube Kids | 4          | 6.5              |

- Los entrevistados podían escoger más de una opción

México es el undécimo país con más personas con al menos una suscripción a streaming. Según Global Entertainment and Media Outlook 2020-2024 de PwC, Statista (2020) e IAB (2020), el 89 % de los usuarios de internet en México declaran tener acceso a servicios de entretenimiento de paga por internet. Por sexo se representa como el 55.52 % de las mujeres y el 55.35 % de los hombres las/los que cuentan con al menos una suscripción a una plataforma en México.
De los 89 % de usuarios mexicanos, el 82 % son a streaming de video, el 59 % a streaming de audio y 21 % a streaming de videojuegos.
De acuerdo con Statista:
| Plataforma         | % de usuarios suscritos con respecto al total de usuarios de streaming totales |
| Netflix            | 89                                                                             |
| Star+              | 82.5                                                                           |
| Amazon Prime Video | 45                                                                             |
| Claro Video        | 28.5                                                                           |
| HBO Max            | 17.5                                                                           |
| Blim               | 12                                                                             |
| Disney+            | 10.5                                                                           |
| Apple TV+          | 5.5                                                                            |

También Statista reporta que, en 2021, la penetración del usuario final será del 20.7 % de la población mexicana, y se estima que para 2025 se alcance al 29.2 % de penetración.
En 2020, México representó 1038 millones de dólares de ingresos para estas compañías, un alza del 26 % respecto al 2019. Se estima que para este año (2021 – Datos finales aún sin revelar) el streaming tenga un alza en los ingresos del 29 % con respecto al 2020.
Finalmente, en 2017, de acuerdo a un reporte de Netflix, México fue el país de Latinoamérica con más horas de consumo al día en su plataforma, un promedio de 9.5 horas de consumo y una media de visualización de 60 películas al año. Los datos más recientes de suscripción a esta SVOD reportaron 25.9 millones de usuarios en el país al 2020
Gracias a todos estos datos que posicionan al país como un importante mercado en América Latina, las plataformas han apostado por él y han invertido, por ejemplo:
- En 2020, Netflix lanzó un fondo de emergencia de 25 millones de pesos administrado por la Academia Mexicana de Artes y Ciencias Cinematográficas para apoyar a más de 1000 trabajadores de la industria que se vieron afectados económicamente por la pandemia del COVID-19.[25] Ya para inicios de 2021, Netflix anunció una inversión de 300 millones de dólares en producción en México; se realizarán 50 producciones originales en México (globales y locales), significando un 50 % de incremento en la inversión al país con respecto al 2020.[26]

- Amazon Prime también anunció donativos de más de 2.65 millones de dólares a fondos Covid-19 para apoyar la recuperación de la comunidad productora de TV, cine y teatro en México (y en otros países de América Latina). Además de confirmar sus planes para producir 15 series y 5 películas originales y locales por año, durante los siguientes 3 a 5 años en México.[27]